# 오키노시마섬 (고치현)
오키노시마섬(일본어: 沖の島)은 일본 시코쿠 고치현의 섬이다. 이 섬은 시코쿠의 최남단이다. 이 섬 주변에는 4개의 섬들이 존재한다. 그 외에도 여러 암초가 주변에 있다. 이 섬은 시코쿠 본토의 최남단인 아시즈리 곶보다도 조금 더 남쪽에 위치해 있다. 이 섬의 해역은 태평양이다. 이 섬에서는 따뜻한 지방에서 사는 물고기도 잘 잡힌다. 이 섬에는 얼마 없는 주민들이 거주하고 있다.

## 같이 보기
- 고치현